# Oliver Glasner
Pour les articles homonymes, voir Glasner.
Oliver Glasner, né le 28 août 1974 à Schärding, est un footballeur autrichien ancien défenseur, reconverti entraîneur.

## Biographie

### Carrière de joueur
Oliver Glasner commence le football dans le club SV Riedau, en 1993 il rejoint le SV Ried qui joue en deuxième division, en 1995 il est promu avec ce club en première division autrichienne, trois ans plus tard lors de la saison 1997-1998 il remporte la coupe d'Autriche.
Après la relégation du SV Ried en 2003, il rejoint le LASK Linz mais après une saison revient à Ried et participe à la remontée du club en première division en 2005. En 2011 il remporte pour la deuxième fois la coupe d'Autriche.
En 2008, lors du vote du joueur autrichien de l'année, il arrive en cinquième position.
Il arrête sa carrière de footballeur en août 2011 à cause d'une blessure à la tête survenue lors du match contre Rapid Vienne le 31 juillet 2011.
Avec son club de cœur, il dispute un total de 410 matchs en Bundesliga entre 1995 et 2011, inscrivant 21 buts.
Au sein des compétitions européennes, il joue six matchs en Coupe de l'UEFA (tours préliminaires), quatre en Coupe des coupes, et également quelques rencontres en Coupe Intertoto.

### Carrière d’entraîneur
Après son arrêt en tant que joueur, le SV Ried lui propose un poste d'entraineur adjoint, mais il rejoint le Red Bull Salzbourg, d'abord en tant que coordinateur sportif, puis comme entraineur adjoint. Lors le la saison 2014-2015 il retourne à Ried comme entraineur. La saison suivante il s'engage avec le LASK, où il cumule le poste d'entraineur et directeur sportif. Avec le LASK il monte en fin de saison en première division, où pour sa première saison le club termine à la quatrième place et se qualifie pour la Ligue Europa 2018-2019. Le club sera éliminé au troisième tour par Beşiktaş.
La saison suivante le LASK termine vice-champion et se qualifie pour la Ligue des champions de l'UEFA 2019-2020.
Le 23 avril 2019, le VfL Wolfsburg annonce son arrivée à l'issue de la saison 2018-2019. Malgré la qualification pour la Ligue des champions, il quitte le club en 2021 à la suite de tensions avec le directeur sportif Jörg Schmadtke et certains joueurs, dont le capitaine Josuha Guilavogui.
En mai 2021, Glasner est nommé entraîneur de l'Eintracht Francfort. Lors de sa première saison, après un début difficile en championnat, il parvient à mener son équipe à une remarquable campagne européenne. L'Eintracht termine première de son groupe en Ligue Europa, puis élimine successivement le Real Betis, le FC Barcelone, West Ham United, et remporte la finale face aux Glasgow Rangers aux tirs au but (5–4) à Séville, offrant au club son premier titre européen depuis 1980.
Lors de la saison suivante, Glasner qualifie Francfort pour la phase à élimination directe de la Ligue des champions, mais est éliminé en huitièmes de finale par le Naples. L'équipe atteint également la finale de la Coupe d'Allemagne en 2023, perdue face au RB Leipzig (0–2). Malgré un bon parcours en coupes, les résultats en championnat sont en baisse lors de la seconde moitié de la saison. Le club annonce en mai 2023 que Glasner quittera son poste à la fin de la saison.
En février 2024, Glasner devient entraîneur du club londonien de Crystal Palace, évoluant en Premier League. Il prend les rênes d'une équipe classée 15e et parvient à redresser la situation. Après plusieurs victoires marquantes — notamment face à Liverpool à Anfield et une victoire historique 4–0 contre Manchester United — le club termine la saison 2024–2025 à la 10e place avec 49 points, égalant son meilleur total de l'ère Premier League.
Le 17 mai 2025, Glasner mène Crystal Palace à la victoire en Coupe d’Angleterre face à Manchester City (1–0), offrant au club son premier grand titre de son histoire
Le 10 Aout 2025 , il remporte son second trophée avec Palace et le second du club en battant Liverpool pour le compte du Community Shield 2025 .

## Palmarès

### Joueur
- Vice-champion d'Autriche en 2007 avec le SV Ried
- Champion d'Autriche de D2 en 2005 avec le SV Ried
- Vainqueur de la Coupe d'Autriche en 1998 et 2011 avec le SV Ried
- Finaliste de la Supercoupe d'Autriche en 1998 avec le SV Ried

### Entraîneur
- Vainqueur de la Community Shield en 2025 avec Crystal Palace[9]
- Vainqueur de la Coupe d'Angleterre en 2025 avec Crystal Palace
- Vainqueur de la Ligue Europa en 2022 avec l'Eintracht Francfort.
- Vice-champion d'Autriche en 2019 avec le LASK
- Champion d'Autriche de D2 en 2017 avec le LASK
- Vice-champion d'Autriche de D2 en 2016 avec le LASK